# Курдюмова, Лариса Алексеевна
Лари́са Алексе́евна Курдю́мова (19 августа 1950 года) — оперная певица (меццо-сопрано), солистка оперы Музыкального театра имени К. С. Станиславского и Вл. И. Немировича-Данченко. Народная артистка Российской Федерации (2006).

## Биография
Лариса Курдюмова родилась 19 августа 1950 года.
Росла в детском доме в подмосковном поселке Деденево.
В 1978 году окончила Московскую консерваторию (класс Е. В. Образцовой).

## Творчество
- Известна исполнением романсов, выступает как концертная певица.
- Много работает на радио.

Партии:
- «Любовь к трём апельсинам» — Ольга, Полина, Клариче и Смеральдина,
- «Майская ночь» — Свояченица
- и др.

В фильме Василия Панина «Певучая Россия», снятого в 1986 году на киностудии "Мосфильм", Лариса Алексеевна Курдюмова исполнила роль Плевицкой Надежды Васильевны - русской певицы (меццо-сопрано), исполнительницы русских народных песен и романсов. Фильм рассказывает об основателе первого русского крестьянского хора М. Е. Пятницком, о его жизни, трагической любви и других фактах биографии. В картине нашла отражение музыкальная жизнь России дореволюционного периода.
Курдюмова сыграла эпизодическую роль в фильме «Курьер».

## Награды
- 1980 — лауреат Международного конкурса вокалистов им. Золтана Кодая и Ференца Эркеля в Будапеште[2].
- Золотой знак «Росатома».
- Почётное звание «Лучший дмитровчанин XX века».
- 1993 — Заслуженная артистка России.
- 2006 — Народная артистка России.
- 2007 — Лариса Алексеевна Курдюмова получила премию общественного признания «Золотая птица» на 3-м Всероссийском конкурсе деловых женщин «Успех».
- 2010 — Премия Правительства Российской Федерации 2010 года в области культуры — за музыкальный проект «И слово в музыку вернись...».